# Itamar Ben-Gvir
Itamar Ben-Gvir (hebreiska: אִיתָמָר בֶּן גְּבִיר) född 6 maj 1976 i Mevasseret Ẕiyyon i Israel, är en israelisk jurist och högerextrem politiker. Han är sedan 2022 landets säkerhetsminister, med ansvar för bland annat polis- och fängelsemyndigheten. Han är partiledare för Otzma Yehudit och har en parlamentsplats i Knesset. Han har tidigare varit medlem i det av Israel terrorstämplade antiarabiska partiet Kahane Chai, och har bland annat dömts för att uppmana till rasism och för att stötta terror.

## Biografi
Ben-Gvir är mizrahisk jude och har sedan tonåren förespråkat en arabfientlig politik. Sin politiska karriär inledde han som sextonåring, då han gick med i partiet Kahane Chai som förespråkade judisk överhöghet. Partiet, som var känt för sin antiarabiska rasism, terrorstämplades av Israel och flera andra länder 1994 då dess ledare hyllade hebronmassakern samma år i vilken 29 palestinier mördades. När Osloavtalet slöts och Israel började lämna över kontrollen av palestinska städer till palestinska myndigheten, framträdde han i israelisk TV med en kylarprydnad som stulits från premiärminister Yitzhak Rabins Cadillac, och sade att "precis som vi kommit åt hans emblem, ska vi komma åt honom". Rabin mördades senare samma år av den judiska högerextremisten Yigal Amir. 
Ben-Gvir ansågs ha för extrema åsikter för att få göra värnplikt i den israeliska armén. Efter sin frikallelse studerade han vid en Yeshiva som grundats av den tidigare partiledaren för Kahane Chai. Därefter började han läsa juridik och dömdes under sin studietid för flera brott, däribland uppmaning till rasism och stöttandet av terroristbrott. På grund av detta försökte israeliska advokatsamfundet hindra honom från att erlägga en advokatexamen, vilket Ben-Gvir motsatte sig då flera vänsterextremister fått genomföra den. När han 2012 inte längre hade några åtal mot sig fick han skriva provet, som han klarade. Under sin tid som jurist har han arbetar för organisationen Honenu, som beskriver sig som en grupp som erbjuder juridiskt stöd för israeler som är åtalade för att ha "försvarat sig mot arabisk aggression" eller för "sin kärlek till Israel". Bland klientelet fanns israeliska bosättare som åtalats för våld mot palestinier i form av vandalism, uppvigling, samt mord.
När premiärminister Benjamin Netanyahus regering kollapsade 2012 försökte han bilda en regering med det sekulära högerpartiet Yisrael Beiteinu. Detta ledde till att ett annat parti splittrades, den högerextrema partiunionen Nationella unionen, då vissa falanger i partiet hoppades locka högerväljare som inte ville ha en mittenregering under Netanyahu. Den ena grenen fick behålla namnet Nationella unionen, medan den andra grenen kom att kallas Otzma LeYisrael. Partiet har beskrivits som Kahane Chais ideologiska arvtagare. Ben-Gvir stod med på partilistan inför 2013 års val, men partiet fick inte tillräckligt med röster för att få en plats i Knesset. Vid valet 2021 hade partiet bytt namn till Otzma Yehudit (på svenska ungefär "judisk makt") och Ben-Gvir var dess ledare. Partiet gick till val som del av en gemensam lista vid namn Religiös sionism tillsammans med flera andra högerextrema partier och fick en plats i valet, varpå Ben-Gvir blev partiets representant i parlamentet.
Det israeliska regeringsunderlaget var dock svagt, och 2022 hölls val igen. Religiös sionism fick då 14 av knessets 120 platser, varav 6 tillföll Otzma Yehudit. De flesta partier var ointresserade av att bilda regering tillsammans med korruptionsåtalade Netanyahu, varför partiet fick en vågmästarroll. Efter förhandlingar utnämndes Ben-Gvir till den nyskapade rollen som nationell säkerhetsminister, med inflytande över polisen, brandförsvaret, fängelsemyndigheten samt gränspolisen på Västbanken.